# Bistum Janaúba
Das Bistum Janaúba (lateinisch Dioecesis Ianaubena, portugiesisch Diocese de Janaúba) ist eine in Brasilien gelegene römisch-katholische Diözese mit Sitz in Janaúba im Bundesstaat Minas Gerais.

## Geschichte
Das Bistum Janaúba wurde am 5. Juli 2000 durch Papst Johannes Paul II. aus Gebietsabtretungen der Bistümer Montes Claros und Januária errichtet. Es wurde dem Erzbistum Diamantina als Suffraganbistum unterstellt. Am 25. April 2001 wurde es dem Erzbistum Montes Claros als Suffraganbistum unterstellt.

## Bischöfe von Janaúba
- José Mauro Pereira Bastos CP, 2000–2006, dann Bischof von Guaxupé
- José Ronaldo Ribeiro, 2007–2014
- Ricardo Guerrino Brusati, 2015–2019
- Roberto José da Silva, seit 2019

## Weblinks

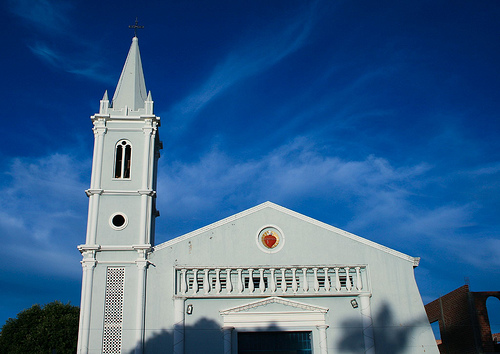
Herz-Jesu-Kathedrale Janaúba